# Patinatge de velocitat als Jocs Olímpics d'hivern de 1960 - 10.000 metres masculins
Als Jocs Olímpics d'Hivern de 1960 celebrats a la ciutat de Squaw Valley (Estats Units) es disputà una prova de patinatge de velocitat sobre gel sobre una distància de 10.000 metres en categoria masculina. La competició se celebrà el dia 27 de febrer de 1960 a les instal·lacions de Squaw Valley.

## Comitès participants
Participaren 30 patinadors de velocitat de 15 comitès nacionals diferents.
| - Alemanya (2) - Àustria (1) - Canadà (1) - Corea del Sud (2) - Dinamarca (1) |  | - Estats Units (2) - Finlàndia (3) - França (1) - Itàlia (2) - Japó (2) |  | - Noruega (3) - Països Baixos (3) - Regne Unit (1) - Suècia (3) - Unió Soviètica (3) |

## Resum de medalles
| Or              | Argent           | Bronze        |
| Knut Johannesen | Viktor Kosichkin | Kjell Bäckman |

## Rècords
Rècords establerts anteriorment als Jocs Olímpics d'hivern de 1960.
| Rècord del món | 16:32.6 m | Hjalmar Andersen | Hamar (NOR)         | 10 de febrer de 1952 |
| Rècord olímpic | 16:35.9 m | Sigvard Ericsson | Llac Misurina (ITA) | 31 de gener de 1956  |

## Resultats
Inicialment el suec Kjell Bäckman realitzà un nou rècord del món amb un temps de 16:14.2 minuts, sent superat finalment pel noruec Knut Johannesen amb un temps de 15:46.6 minuts, rebaixant el rècord amb més de 45 segons.
| Posició | Patinador            | Temps        |
| ------- | -------------------- | ------------ |
| 1       | Knut Johannesen      | 15:46.6 (RM) |
| 2       | Viktor Kosichkin     | 15:49.2      |
| 3       | Kjell Bäckman        | 16:14.2      |
| 4       | Ivar Nilsson         | 16:26.0      |
| 5       | Terry Monaghan       | 16:31.6      |
| 6       | Torstein Seiersten   | 16:33.4      |
| 7       | Olle Dahlberg        | 16:34.6      |
| 8       | Juhani Järvinen      | 16:35.4      |
| 9       | Keijo Tapiovaara     | 16:32.2      |
| 10      | Ross Zucco           | 16:37.6      |
| 11      | André Kouprianoff    | 16:39.1      |
| 12      | Jan Pesman           | 16:41.0      |
| 13      | Helmut Kuhnert       | 16:43.4      |
| 14      | Renato De Riva       | 16:45.7      |
| 15      | Arnold Uhrlass       | 16:49.3      |
| 16      | Kees Broekman        | 16:59.9      |
| 17      | Kurt Stille          | 17:00.0      |
| 18      | Mario Gios           | 17:06.3      |
| 19      | Hermann Strutz       | 17:06.5      |
| 20      | Vladimir Shilykovski | 17:13.9      |
| 21      | Shuji Kobayashi      | 17:20.8      |
| 22      | Jeen van den Berg    | 17:23.5      |
| 23      | Roald Aas            | 17:26.8      |
| 24      | Leo Tynkkynen        | 17:33.6      |
| 25      | Takeo Mizoo          | 17:42.0      |
| 26      | Jang In-Won          | 17:45.7      |
| 27      | Ralf Olin            | 17:50.9      |
| 28      | Choi Yeong-Bae       | 18:15.5      |
| 29      | Heinz Wolfram        | 18:37.0      |
| —       | Nikolajs Štelbaums   | 16:41.9      |

RM: rècord del món
Nikolajs Štelbaums fou desqualificat